# Dänisches System
Das Dänische System ist ein Turniermodus. Er ist mit dem sogenannten Schweizer System verwandt.
Es ist eine Sonderform des Rundenturniers, bei welchem aber immer nur der Erstplatzierte gegen den Zweitplatzierten, der Drittplatzierte gegen den Viertplatzierten usw. spielt. Der Vorteil dieser Turnierform besteht darin, dass immer etwa gleich starke Teilnehmer gegeneinander spielen, und dass gegenüber dem Rundenturnier viel weniger Spiele ausgetragen werden müssen, um eine aussagekräftige Rangliste zu erhalten.
Das Dänische System liefert jedoch für das Mittelfeld keine genaue Platzierung. Dafür erspart sie den Zuschauern Spiele, deren Resultate aufgrund der unterschiedlichen Spielstärke absehbar sind.
Vom Schweizer System unterscheidet es sich dadurch, dass es ein mehrmaliges Aufeinandertreffen derselben Spieler nicht verhindert.